# Chris Hanson
Christhopher David Hanson (Riverdale, 25 ottobre 1976) è un giocatore di football americano statunitense di ruolo punter.

## Nella NFL
Stagione 1999
Preso dai Cleveland Browns pur senza essere stato scelto al draft, passa subito ai Green Bay Packers dove gioca solamente una partita facendo 4 punt per 157 yard con il più lungo di 44 yard di cui 2 downed e 2 ritornati per un totale di 3 yard. 
Stagione 2000
Passa ai Miami Dolphins ma quasi subito si fa male, termina la stagione sulla lista infortunati senza mai giocare.
Stagione 2001
Passa ai Jacksonville Jaguars dove gioca 16 partite facendo 82 punt per 3577 yard con il più lungo di 59 yard di cui 6 terminati fuori dal campo di gioco, 11 downed, 24 nelle 20 yard avversarie, 12 in touchback, 15 faircatch e 38 ritornati per 295 yard. Ha fatto 2 corse per nessuna iarda facendo un fumble poi recuperato e un tackle da solo. 
Stagione 2002
Ha giocato 16 partite facendo 81 punt per 3583 yard con il più lungo di 64 yard di cui 3 terminati fuori dal campo di gioco, 18 downed, 27 nelle 20 yard avversarie, 10 in touchback, 11 faircatch e 39 ritornati per 339 yard ed infine 2 tackle da solo.
Stagione 2003
Ha giocato 5 partite facendo 23 punt per 1001 yard con il più lungo di 58 yard di cui uno bloccato, uno terminato fuori dal campo di gioco, 3 downed, 4 nelle 20 yard avversarie, un touchback, 2 faircatch e 16 ritornati per 235 yard, 2 kickoff per 74 yard di cui uno ritornato e un onside kick non recuperato, ed infine un tackle da solo.
Stagione 2004
Ha giocato 16 partite facendo 84 punt per 3592 yard con il più lungo di 69 yard di cui 5 terminati fuori dal campo di gioco, 19 downed, 28 nelle 20 yard avversarie, 9 in touchback, 13 faircatch e 38 ritornati per 429 yard con 2 touchdown. Ha fatto anche un tackle da solo.
Stagione 2005
Ha giocato 16 partite facendo 82 punt per 3517 yard con il più lungo di 74 yard"record personale" di cui uno bloccato, 15 terminati fuori dal campo di gioco, 12 downed, 33 nelle 20 yard avversarie, 11 in touchback, 15 faircatch e 29 ritornati per 236 yard con un touchdown. 
Stagione 2006
Ha giocato 16 partite facendo 72 punt per 2920 yard con il più lungo di 58 yard di cui uno bloccato, 13 terminati fuori dal campo di gioco, 7 downed, 20 nelle 20 yard avversarie, 7 in touchback, 16 faircatch e 29 ritornati per 343 yard con 2 touchdown.
Stagione 2007
Passa all'inizio ai New Orleans Saints ma poi prima dell'inizio della stagione firma con i New England Patriots dove gioca 16 partite facendo 44 punt per 1821 yard con il più lungo di 64 yard di cui uno bloccato, 10 terminati fuori dal campo di gioco, 6 downed, 13 nelle 20 yard avversarie, 6 in touchback, 8 faircatch e 14 ritornati per 75 yard. 
Stagione 2008
Ha giocato 16 partite facendo 49 punt per 2143 yard con il più lungo di 70 yard di cui 9 terminati fuori dal campo di gioco, 6 downed, 19 nelle 20 yard avversarie"record personale", 10 in touchback, 13 faircatch e 11 ritornati per 158 yard. Infine ha fatto 3 tackle di cui uno da solo. 
Stagione 2009
Ha giocato 16 partite facendo 56 punt per 2221 yard con il più lungo di 56 yard di cui uno bloccato, 8 terminati fuori dal campo di gioco, 7 downed, 18 nelle 20 yard avversarie, 5 in touchback, 16 faircatch e 20 ritornati per 180 yard. 
Stagione 2010
È diventato unrestricted free agent.

## Palmarès
(1) Pro Bowl (stagione 2002).
(1) miglior giocatore della squadra speciale del mese della AFC (mese di settembre della stagione 2005).